# Guerra do pente
A guerra do pente foi um conflito que teve início em 8 de dezembro de 1959, na cidade paranaense de Curitiba. O então governador do Estado, Moises Lupion, iniciou uma campanha para aumento da arrecadação tributária, chamada de "Seu Talão Vale um Milhão". A promoção consistia em juntar comprovantes fiscais de compra, no valor de três mil cruzeiros, e trocá-los por um cupom que daria o direito ao sorteio de um milhão de cruzeiros.

## O conflito
No dia 8 de dezembro de 1959, o subtenente António Tavares, da Polícia Militar do Paraná, comprou um pente do comerciante libanês Ahmed Najar, no valor de quinze cruzeiros, do qual exigiu o comprovante. Houve uma discussão entre eles, com o comerciante agredindo o policial e lhe fraturando uma das pernas, dando início ao conflito, no qual cento e vinte lojas de árabes, judeus, italianos e brasileiros, mas todos conhecidos como "turcos", foram depredadas. Algumas delas totalmente destruídas.
Toda a imprensa registrou o acontecimento do primeiro dia e a espontaneidade com que tudo se iniciara. A revolta atingiu as lojas do centro da cidade, bares, bancas de revistas e carrinhos de pipoca, órgãos públicos como COAP (Comissão de Abastecimento e Preços); DFDG (Delegacias de Falsificações e Defraudação em Geral); Chefeatura de Polícia; Biblioteca Pública do Paraná; Edifícios do IPASE e a Agência do IAPC.

### A Intervenção do Exército
A intervenção policial e de uma guarnição do Corpo de Bombeiros, acirraram ainda mais os ânimos dos populares. Houve quebra-quebra generalizado por todo o centro curitibano. Com a intensificação da ação policial sobre o povo, aumentou-se a resposta de forma violenta, dispersando-a para outras ruas e praças. No segundo dia do levante, muitos dos "desordeiros" haviam sido presos. Porém, o movimento continuou com menor proporção. O Exército assumiu o comando de controle do tumulto, que parecia fugir das mãos da Polícia Civil e Militar, e teve um reordenamento de estratégia. Uma ação organizada de forte aparato bélico, com pelotões de soldados armados de baionetas e metralhadoras, esvaziou o centro da cidade, numa operação de segurança comandada pelo Capitão José Olavo de Castro, da Polícia do Exército.
No terceiro e último dia do protesto, o Exército controlou a cidade. Pontos de ônibus foram alterados de local, realizou-se toque de recolher às 20h e medidas de um controle intenso do espaço público foram implementadas. O deslocamento ao centro da cidade já estava normalizado. O Exército, sob comando do General Oromar Osório, manteve patrulhas, que circulavam pelas ruas na tentativa de evitar a desordem. Os bares foram obrigados a fechar suas portas às vinte horas, por determinação da Delegacia de Segurança Pessoal. A ação do Exército e das Polícias Militar e Civil evitou maiores danos. Nas palavras de Pinheiro Jr, chefe de polícia da capital, "a polícia agiu com prudência segundo suas circunstâncias". Além da violenta imposição da paz armada, houve pedidos por parte das autoridades militares e religiosas, o Arcebispo Metropolitano D. Manoel da Silva Delboeux fez um "apelo à juventude para não comprometer-se nesta tragédia triste de vandalismo", "a interferência do Exército determinou o encerramento da baderna predatória".